# 清水健一
清水健一（日语：／ Shimizu Kenichi，19671—28）是日本動畫導演、演出家、動畫師，代表作品是《寄生獸 生命的準則》。
千葉縣出身。从小喜欢画画，目标是成为绘本作家，所以高中毕业后进入東京设计学院学习，在学校里与朋友一起做动画，发现了动画的魅力，毕业后选择成为动画师。高中时代是橄榄球部，以此为契机担任了改编自橄榄球题材漫画《ALL OUT!!》的动画导演。

## 主要參加作品

### 電視動畫
- 新好小子（日语：あした天気になあれ (漫画)）（1984年－1985年，原畫）
- 高校！奇面組（日语：ハイスクール!奇面組）（1985年－1987年，原畫）
- 之後頓珍漢（日语：ついでにとんちんかん）（1987年，原畫）
- 陽光普照（1987年，動畫）
- Topo Gigio（日语：トッポ・ジージョ）（1988年，原畫）
- 勇者鬥惡龍（1989年，原畫）
- YAWARA！（1989年，原畫）
- 校園七大不可思議神秘事件（日语：ハイスクールミステリー学園七不思議）（1991年－1992年，原畫）
- 魯邦三世 拿破崙辭典爭奪戰（日语：ルパン三世 ナポレオンの辞書を奪え）（1991年，原畫）
- 小巫仙（1992年－1993年，作畫監督）
- 餓狼傳說（1992年，原畫）
- 餓狼傳說2（1993年，原畫）
- 龍虎之拳（1993年，原畫、作畫監督）
- 足球小將翼J（1994年－1995年，原畫）
- 夢幻遊戲（1995年，作畫監督）
- 爆走兄弟Let's & Go!!（1996年，原畫）
- 水色時代（1996年，原畫）
- 中華一番！（1997年，原畫）
- 吹泡糖危機2040（1998年，原畫）
- 危險調查員（1998年，作畫監督、圖形監修）
- 夢幻拉拉（1998年，作畫監督）
- 海盜媽寶 兩個人格的女王（日语：宇宙海賊ミトの大冒険）（1999年，原畫）
- 白鯨傳說（日语：白鯨伝説）（1999年，原畫）
- 怪獸農場 ～圓盤石的秘密～（日语：モンスターファーム (アニメ)）（1999年，作畫監督）
- 夢幻天女（2000年，原畫）
- 喔！超级小奶糖（日语：OH!スーパーミルクチャン）（2000年，原畫）
- 風雲爆彈娘（2000年，原畫）
- 名偵探柯南（2000年，原畫）
- 火影忍者（2002年，原畫）
- 原子小金剛 (2003年版)（2003年，原畫）
- 神無月的巫女（2004年，原畫）
- 烏龍派出所（2004年，原畫）
- 奇幻兒童（2004年，演出）
- MONSTER（2004年，原畫）
- 天元突破（2006年，原畫）
- 快樂魔法變（日语：まもって!ロリポップ）（2006年，原畫）
- 大江戶火箭（2007年，原畫）
- 變形金剛進化版（2007年－2009年，分鏡）
- 新楓之谷（2007年，原畫、演出）
- 火箭女孩（2007年，OP原畫、原畫）
- 星際寶貝：神奇大冒險（2008年，人物設定）[2]
- SOUL EATER（2008年，原畫）
- 驅魔少年（2008年，原畫）
- BUS GAMER（2008年，原畫）
- 秘密 ～The Revelation～（2008年，ED原畫）
- 魍魉之匣（2008年，原畫）
- 青澀文學系列「跑吧！美樂斯」（2009年，原畫）
- 奇蹟少女KOBATO.（2009，原畫）
- 星際寶貝：神奇大冒險 ～惡作劇外星人的大冒險～ （2009年，配角設定）
- 麵包超人（2009年－，原畫）
- 迷宮塔 ～the Sword of URUK～（2009年，原畫）
- 第一神拳 New Challenger（2009年，ED原畫、作畫監督、作畫監督補佐）
- 魯邦三世VS名偵探柯南（2009年，原畫）
- 鋼鐵人 (2011年電視動畫)（日语：アイアンマン (2010年のアニメ)）（2010年，OP分鏡&演出、作畫監督補佐）
- 學生會長是女僕！（2010年，原畫）
- 魯邦三世 the Last Job（日语：ルパン三世 the Last Job）（2010年，原畫）
- 歌之王子殿下♪ 真愛LOVE1000％（2011年，原畫）
- X戰警 (2011年電視動畫)（日语：エックスメン (2011年のアニメ)）（2011年，動作作畫監督）
- 戰姬絕唱SYMPHOGEAR（2012年，原畫）
- 魯邦三世 -名為峰不二子的女人-（2012年，原畫）
- 小鎮有你（2013年，OP原畫）
- 第一神拳 Rising（2013年，原畫）
- 戀曲寫真（2013年，原畫）
- 寄生獸 生命的準則（2014年，導演、OP分鏡、分鏡、總作畫監督補佐）
- 金色琴弦 Blue♪Sky（2014年，原畫）
- 獻給某飛行員的戀歌（2014年，原畫）
- NO GAME NO LIFE 遊戲人生（2014年，原畫）
- 魔法戰爭（2014年，原畫）
- OVERLORD（2015年，OP原畫）
- 俺物語!!（2015年，原畫）
- 戰國無雙（2015年，原畫）
- 鑽石王牌 -SECOND SEASON-（2015年，原畫）
- 神奇寶貝XY（2015年，作畫監督[3]）
- 青年怪醫黑傑克（2015年、作画監督、作画監督補佐）
- 灰與幻想的格林姆迦爾（2016年，分鏡）
- 神奇寶貝XY&Z（2016年，作畫監督）
- ALL OUT!!（2016年，導演）
- 3月的獅子（2016年，作畫監督）
- 原子小金剛 起始（2017年，作畫監督）
- 比宇宙更遠的地方（2018年，分鏡）
- OVERLORD II（2018年，分鏡）
- 漫威未來復仇者聯盟 Season 2（日语：マーベル フューチャー・アベンジャーズ）（2018年，分鏡）
- 五等分的新娘（2019年，作畫監督）
- 宿命迴響（2021年 ，分镜）
- MUTEKING THE Dancing HERO（日语：MUTEKING THE Dancing HERO）（2021年，作画監督）
- まめきちまめこニートの日常（日语：まめきちまめこニートの日常）（2022年，演出）
- 傲嬌反派千金莉潔洛特與實況主遠藤同學及解說員小林同學（2023年，作画監督）
- AI電子基因（2023年，分镜）
- 葬送的芙莉蓮（2023年，分镜）
- 地。-關於地球的運動-（2024年，監督[4]・分镜）
- 推理要在晚餐後（2025年，分镜）

### OVA
- 忍者龍劍傳（1991年，原畫）
- 兵蜂PARADISE WinBee的1/8恐慌（1993年，原畫）
- 骷髏13 ～QUEEN BEE～（1998年，原畫）
- 星際迷航俏女郎（日语：てなもんやボイジャーズ）（1999年，原畫）
- （2000年，原畫）
- 我永遠的聖誕老人（2005年，原畫）
- 聖鬥士星矢 THE LOST CANVAS 冥王神話（2009年，原畫）
- 最遊記外傳（2011年，原畫）
- 鋼鐵人：噬甲病毒崛起（2013年，原畫）
- 復仇者聯盟動畫版：黑寡婦與制裁者（日语：アベンジャーズ コンフィデンシャル: ブラック・ウィドウ & パニッシャー）（2014年，導演、分鏡[5]、片尾插圖）

### 電影動畫
- 相聚一刻 完結篇（1988年，動畫）
- 老人Z（1991年，原畫）
- 餓狼傳說 -THE MOTION PICTURE-（1994年，原畫）
- 劇場版 怪醫黑傑克（1996年，原畫）
- 劇場版 森林大帝（1997年，原畫）
- 蠟筆小新：風起雲湧 猛烈！大人帝國的反擊（2001年，原畫）
- 麵包超人系列
  - 第20部：妖精琳琳的秘密（2008年，原畫）
  - 第21部：達旦旦和雙子星（日语：それいけ!アンパンマン だだんだんとふたごの星）（2009年，原畫）
  - 第22部：黑鼻子與魔法之歌（日语：それいけ!アンパンマン ブラックノーズと魔法の歌）（2010年，原畫）
  - 第23部：可可林與奇跡之星大救援（日语：それいけ!アンパンマン すくえ! ココリンと奇跡の星）（2011年，原畫）
  - 第24部：復活吧香蕉島（2012年，原畫）
  - 第25部：跳躍吧！希望的手绢（日语：それいけ!アンパンマン とばせ! 希望のハンカチ）（2013年，原畫）
  - 第26部：蘋果小子和大家的願望（日语：それいけ!アンパンマン りんごぼうやとみんなの願い）（2014年，原畫）
  - 第27部：咪嘉和魔法神燈（日语：それいけ!アンパンマン ミージャと魔法のランプ）（2015年，原畫）
- 劇場版 火影忍者疾風傳：失落之塔（2010年，原畫）
- TRIGUN Badlands Rumble（2010年，作畫監督補佐）
- 劇場版 忍者亂太郎：忍術學園 全員出動！之卷（2011年，第一原畫）
- 劇場版 火影忍者：血獄（2011年，原畫）
- 佛陀 -美麗的紅色沙漠-（2011年，原畫）
- 劇場版 青之驅魔師（2012年，原畫）
- 劇場版 神奇寶貝：酋雷姆VS聖劍士 凱路迪歐（2012年，原畫）
- 劇場版 寶石寵物：甜品舞公主（2012年，原畫）
- （2012年，原畫）
- 被狙擊的學園（日语：ねらわれた学園 (2012年の映画)）（2012年，畫面設計）
- 劇場版 HUNTER×HUNTER：緋色之幻影（2013年，原畫）
- BAYONETTA Bloody Fate（2013年，動畫師）
- LUPIN THE IIIRD 次元大介的墓碑（日语：LUPIN THE IIIRD 次元大介の墓標）（2014年，原畫）

### 其它
- 火影忍者 尋找紅色四葉草（2003年，原畫）

## 相關項目
- MADHOUSE

## 外部連結
- 清水健一的X（前Twitter） （日語）